# Way Back into Love
《Way Back into love》는 Adam Schlesinger가 2007년 발표한 팝송이다.

## 차트
- 홍콩 Airplay 차트 1위
- 싱가포르 Airplay 차트 5위
- 대한민국 Airplay 차트 11위